# Puerto Rosete
Puerto Rosete är en ort i Mexiko.   Den ligger i kommunen Eloxochitlán de Flores Magón och delstaten Oaxaca, i den sydöstra delen av landet, 280 km sydost om huvudstaden Mexico City. Puerto Rosete ligger 1 465 meter över havet och antalet invånare är 149.
Terrängen runt Puerto Rosete är huvudsakligen kuperad, men norrut är den bergig. Runt Puerto Rosete är det tätbefolkat, med 369 invånare per kvadratkilometer. Närmaste större samhälle är Huautla de Jiménez, 4,8 km söder om Puerto Rosete. I omgivningarna runt Puerto Rosete växer i huvudsak städsegrön lövskog.